# حمام میر در
حمام میر در مربوط به دوره صفوی است و در شهرستان لارستان، ضلع جنوبی مسجد فضل اله خانی واقع شده و این اثر در تاریخ ۱۹ مرداد ۱۳۸۴ با شمارهٔ ثبت ۱۲۷۴۰ به‌عنوان یکی از آثار ملی ایران به ثبت رسیده است.